# 雪片莲属
雪片莲属（学名：Leucojum）只有两种雪片莲和夏雪片莲，雪片莲原产于南欧，分布在从比利牛斯山脉到罗马尼亚和俄罗斯西部一带，是具有鳞茎的多年生草本花卉，又名雪滴花、雪铃花或铃兰水仙，叶丛生带状，长约20厘米；花葶中空，花为垂铃状，白色，微香，每朵花有花瓣6片，顶端有绿色或黄色斑点，花期长达3至4个月，从3月到5月。夏雪片莲分布较广，东部到达伊朗，花期比雪片莲略晚，花比雪片莲小。

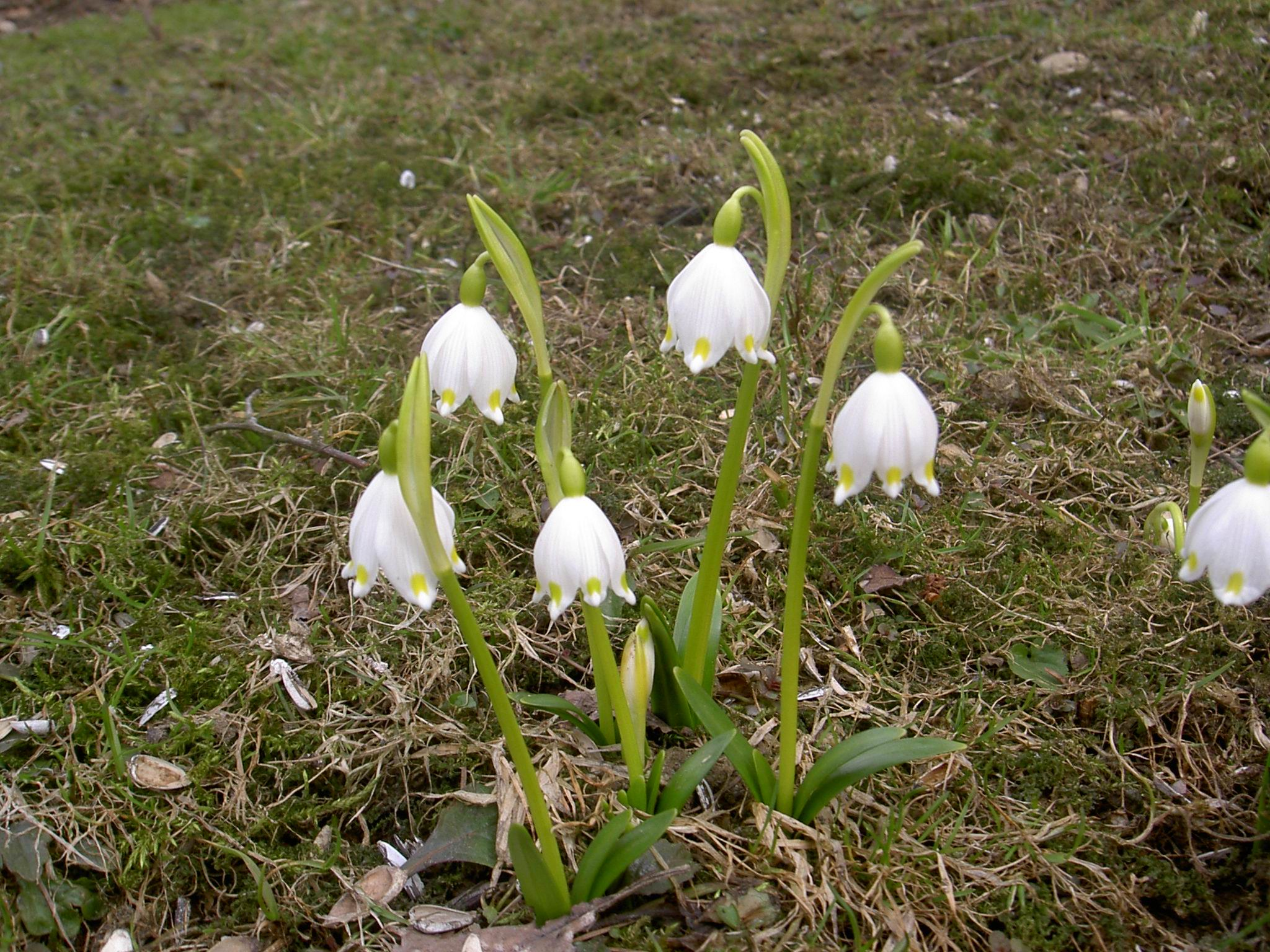
雪片莲（Leucojum vernum）

雪片莲花卉性喜凉爽湿润，耐寒，夏雪片莲更喜潮湿，一般生长在水体旁。
目前这两种已经成为栽培花卉，被引进到世界各地，培育出许多大花变种。

## 下属物种
本属包括以下物种：
- 夏雪片莲 Leucojum aestivale Steud., 1841
- Leucojum aestivum L.
- Leucojum autumnale Balb.
- Leucojum biflorum Larrañaga
- Leucojum carpathicum Steud., 1840
- 雪片莲 Leucojum vernum Gueldenst., 1787
- 雪片莲 Leucojum vernum L.

归入本属的物种：
- Erinosma carpathica Berb., 1818
- Erinosma nebrodensis Lojac., 1909